# Christian Holmen
Christian Holmen (ur. 9 listopada 1903, zm. 9 grudnia 1988) – norweski narciarz. Uczestnik mistrzostw świata.
Holmen dwukrotnie uczestniczył w rywalizacji skoczków narciarskich na mistrzostwach świata seniorów – w 1929 w Zakopanem, po skokach na odległość 52 i 55,5 metrów, zajął 7. miejsce, a w 1930 w Oslo uplasował się na 37. pozycji.
Również dwukrotnie brał udział w konkursach kombinatorów norweskich na mistrzostwach świata seniorów – w 1929 został sklasyfikowany na 12. miejscu, a w 1930 zajął 5. pozycję.